# Aenictus biroi
Aenictus biroi är en myrart som beskrevs av Auguste-Henri Forel 1907. Aenictus biroi ingår i släktet Aenictus och familjen myror. Inga underarter finns listade i Catalogue of Life.